# キリカのビーム
『キリカのビーム』は、林家志弦による日本の漫画作品。『まんがライフMOMO』（竹書房）にて2004年4月号から2005年1月号まで短期間連載された。

## 物語
下町の大工の棟梁東森栗人（72歳）は、不良で喧嘩の絶えない孫娘ひのき（17歳）のために、用心棒ロボットキリカを作る。キリカはひのきとほぼ同年齢の少女の形をしている。キリカは超人的な腕力や、腕をロケットのように飛ばしたり、額から殺人光線を出したりする超能力を持つが実は桐製（木製）なのである。そのため殴っても木のように硬いので、殴った方がダメージを受ける。キリカは精密機械のはずだが、その修理はカンナをかけたり木槌で叩いたりと極めて原始的であるが、それで治ってしまう。キリカはひのきと同じ制服を着て、一緒に学校へ通うが、彼女は手加減を知らないので、ひのきの「やっちまえ」という言葉を真に受けて、隣町の番長（女）を本当に殺そうとする。

## まとめ
連載期間があまりにも短かったため、物語の世界が広がらないまま終わってしまった。少女の用心棒ロボットが少女形であるのは、作者の好む少女と少女の世界である。片方をロボットにすることで物語に変わった切り口を見せようとした意欲作であったが、長期連載には至らなかった。単行本も未刊行だが、作者により同人誌としてまとめられたものが全1巻出ている。